# Campionato svizzero femminile di calcio
Il campionato svizzero femminile di calcio è posto sotto l'egida dell'Associazione Svizzera di Football ed è suddiviso in diverse leghe. La Women's Super League, fino all'estate 2020 denominata Lega Nazionale A, è il massimo torneo calcistico della Svizzera per importanza ed è seguito nella gerarchia dalla Lega Nazionale B.
Si assegnano tre punti alla squadra che vince una partita, un punto a ciascuna squadra in caso di pareggio e zero alla squadra sconfitta.

## Divisioni

### Women's Super League
La massima serie del campionato di calcio svizzero femminile è denominata Women's Super League, AXA Women's Super League per ragioni di sponsorizzazione, e sostituisce dall'estate 2020 quella, in lingua italiana, Lega Nazionale A.
Fino alla stagione 1986-1987 compresa il campionato si chiamava Prima Lega.

È un campionato che è disputato dalle 8 alle 10 squadre, ed è giocato con la formula del girone all'italiana con turni di andata e ritorno.

Nelle stagioni fra il 2010 ed il 2014 la ASF/SFV ha fatto disputare anche un girone finale di sola andata per l'aggiudicazione del titolo svizzero (per un totale di 21 giornate giocate). Durante questi campionati i punti attribuiti nel girone di finale sono stati calcolati dimezzando quelli conseguiti durante il torneo preliminare di qualificazione arrotondandoli per difetto, aggiungendoli poi a quelli conseguiti nella finale.

### Lega Nazionale B
La serie cadetta del Campionato di calcio svizzero femminile è la Lega Nazionale B. È un torneo che si disputa tra 12 squadre.

Fino alla stagione 1986-1987 compresa il campionato si chiamava Seconda Lega.

### Leghe minori
Le leghe minori - dilettantistiche - sono:
- Prima Lega
- Seconda Lega
- Terza Lega

La Prima Lega è disputata a livello nazionale, mentre le altre sono gestite dalle federazioni cantonali.

### Riassunto
| Livello                             | Divisione                      | Divisione                      | Divisione                      | Divisione                      | Divisione                      | Divisione                      | Divisione                      | Divisione                      | Divisione                      | Divisione                      | Divisione                      | Divisione                      | Divisione                      | Divisione                      | Divisione                      | Divisione                      | Divisione                      | Divisione                      | Divisione                      | Divisione                      | Divisione                      | Divisione                                                          | Divisione                                                          | Divisione                                                          | Divisione                                                          | Divisione                                                          | Divisione                                                          | Divisione                                                          | Divisione                                                          | Divisione                                                          | Divisione                                                          | Divisione                                                          | Divisione                                                          | Divisione                                                          | Divisione                                                          | Divisione                                                          | Divisione                                                          | Divisione                                                          | Divisione                                                          | Divisione                                                          | Divisione                                                          | Divisione                                                          | Divisione                                        | Divisione                                        | Divisione                                        | Divisione                                        | Divisione                                        | Divisione                                        | Divisione                                        | Divisione                                        | Divisione                                        | Divisione                                        | Divisione                                        | Divisione                                        | Divisione                                        | Divisione                                        | Divisione                                        | Divisione                                        | Divisione                                        | Divisione                                        | Divisione                                        | Divisione                                        | Divisione                                        | Divisione                      | Divisione                      | Divisione                      | Divisione                      | Divisione                      | Divisione                      | Divisione                      | Divisione                      | Divisione                      | Divisione                      | Divisione                      | Divisione                      | Divisione                      | Divisione                      | Divisione                      | Divisione                      | Divisione                      | Divisione                      | Divisione                      | Divisione                      | Divisione                      | Divisione                                                            | Divisione                                                            | Divisione                                                            | Divisione                                                            | Divisione                                                            | Divisione                                                            | Divisione                                                            | Divisione                                                            | Divisione                                                            | Divisione                                                            | Divisione                                                            | Divisione                                                            | Divisione                                                            | Divisione                                                            | Divisione                                                            | Divisione                                                            | Divisione                                                            | Divisione                                                            | Divisione                                                            | Divisione                                                            | Divisione                                                            | Divisione                      | Divisione                      | Divisione                      | Divisione                      | Divisione                      | Divisione                      | Divisione                      | Divisione                      | Divisione                      | Divisione                      | Divisione                      | Divisione                      | Divisione                      | Divisione                      | Divisione                      | Divisione                      | Divisione                      | Divisione                      | Divisione                      | Divisione                      | Divisione                      | Divisione                                          | Divisione                                          | Divisione                                          | Divisione                                          | Divisione                                          | Divisione                                          | Divisione                                          | Divisione                                          | Divisione                                          | Divisione                                          | Divisione                                          | Divisione                                          | Divisione                                          | Divisione                                          | Divisione                                          | Divisione                                          | Divisione                                          | Divisione                                          | Divisione                                          | Divisione                                          | Divisione                                          | Divisione                                                         | Divisione                                                         | Divisione                                                         | Divisione                                                         | Divisione                                                         | Divisione                                                         | Divisione                                                         | Divisione                                                         | Divisione                                                         | Divisione                                                         | Divisione                                                         | Divisione                                                         | Divisione                                                         | Divisione                                                         | Divisione                                                         | Divisione                                                         | Divisione                                                         | Divisione                                                         | Divisione                                                         | Divisione                                                         | Divisione                                                         | Divisione                                          | Divisione                                          | Divisione                                          | Divisione                                          | Divisione                                          | Divisione                                          | Divisione                                          | Divisione                                          | Divisione                                          | Divisione                                          | Divisione                                          | Divisione                                          | Divisione                                          | Divisione                                          | Divisione                                          | Divisione                                          | Divisione                                          | Divisione                                          | Divisione                                          | Divisione                                          | Divisione                                          | Divisione                                          | Divisione                                          | Divisione                                          | Divisione                                          | Divisione                                          | Divisione                                          | Divisione                                          | Divisione                                          | Divisione                                          | Divisione                      | Divisione                      | Divisione                      | Divisione                      | Divisione                      | Divisione                      | Divisione                      | Divisione                      | Divisione                      | Divisione                      | Divisione                      | Divisione                      | Divisione                                        | Divisione                                        | Divisione                                        | Divisione                                        | Divisione                                        | Divisione                                        | Divisione                                        | Divisione                                        | Divisione                                        | Divisione                                        | Divisione                                        | Divisione                                        | Divisione                                        | Divisione                                        | Divisione                                        | Divisione                                        | Divisione                                        | Divisione                                        | Divisione                                        | Divisione                                        | Divisione                                        |
| ----------------------------------- | ------------------------------ | ------------------------------ | ------------------------------ | ------------------------------ | ------------------------------ | ------------------------------ | ------------------------------ | ------------------------------ | ------------------------------ | ------------------------------ | ------------------------------ | ------------------------------ | ------------------------------ | ------------------------------ | ------------------------------ | ------------------------------ | ------------------------------ | ------------------------------ | ------------------------------ | ------------------------------ | ------------------------------ | ------------------------------------------------------------------ | ------------------------------------------------------------------ | ------------------------------------------------------------------ | ------------------------------------------------------------------ | ------------------------------------------------------------------ | ------------------------------------------------------------------ | ------------------------------------------------------------------ | ------------------------------------------------------------------ | ------------------------------------------------------------------ | ------------------------------------------------------------------ | ------------------------------------------------------------------ | ------------------------------------------------------------------ | ------------------------------------------------------------------ | ------------------------------------------------------------------ | ------------------------------------------------------------------ | ------------------------------------------------------------------ | ------------------------------------------------------------------ | ------------------------------------------------------------------ | ------------------------------------------------------------------ | ------------------------------------------------------------------ | ------------------------------------------------------------------ | ------------------------------------------------ | ------------------------------------------------ | ------------------------------------------------ | ------------------------------------------------ | ------------------------------------------------ | ------------------------------------------------ | ------------------------------------------------ | ------------------------------------------------ | ------------------------------------------------ | ------------------------------------------------ | ------------------------------------------------ | ------------------------------------------------ | ------------------------------------------------ | ------------------------------------------------ | ------------------------------------------------ | ------------------------------------------------ | ------------------------------------------------ | ------------------------------------------------ | ------------------------------------------------ | ------------------------------------------------ | ------------------------------------------------ | ------------------------------ | ------------------------------ | ------------------------------ | ------------------------------ | ------------------------------ | ------------------------------ | ------------------------------ | ------------------------------ | ------------------------------ | ------------------------------ | ------------------------------ | ------------------------------ | ------------------------------ | ------------------------------ | ------------------------------ | ------------------------------ | ------------------------------ | ------------------------------ | ------------------------------ | ------------------------------ | ------------------------------ | -------------------------------------------------------------------- | -------------------------------------------------------------------- | -------------------------------------------------------------------- | -------------------------------------------------------------------- | -------------------------------------------------------------------- | -------------------------------------------------------------------- | -------------------------------------------------------------------- | -------------------------------------------------------------------- | -------------------------------------------------------------------- | -------------------------------------------------------------------- | -------------------------------------------------------------------- | -------------------------------------------------------------------- | -------------------------------------------------------------------- | -------------------------------------------------------------------- | -------------------------------------------------------------------- | -------------------------------------------------------------------- | -------------------------------------------------------------------- | -------------------------------------------------------------------- | -------------------------------------------------------------------- | -------------------------------------------------------------------- | -------------------------------------------------------------------- | ------------------------------ | ------------------------------ | ------------------------------ | ------------------------------ | ------------------------------ | ------------------------------ | ------------------------------ | ------------------------------ | ------------------------------ | ------------------------------ | ------------------------------ | ------------------------------ | ------------------------------ | ------------------------------ | ------------------------------ | ------------------------------ | ------------------------------ | ------------------------------ | ------------------------------ | ------------------------------ | ------------------------------ | -------------------------------------------------- | -------------------------------------------------- | -------------------------------------------------- | -------------------------------------------------- | -------------------------------------------------- | -------------------------------------------------- | -------------------------------------------------- | -------------------------------------------------- | -------------------------------------------------- | -------------------------------------------------- | -------------------------------------------------- | -------------------------------------------------- | -------------------------------------------------- | -------------------------------------------------- | -------------------------------------------------- | -------------------------------------------------- | -------------------------------------------------- | -------------------------------------------------- | -------------------------------------------------- | -------------------------------------------------- | -------------------------------------------------- | ----------------------------------------------------------------- | ----------------------------------------------------------------- | ----------------------------------------------------------------- | ----------------------------------------------------------------- | ----------------------------------------------------------------- | ----------------------------------------------------------------- | ----------------------------------------------------------------- | ----------------------------------------------------------------- | ----------------------------------------------------------------- | ----------------------------------------------------------------- | ----------------------------------------------------------------- | ----------------------------------------------------------------- | ----------------------------------------------------------------- | ----------------------------------------------------------------- | ----------------------------------------------------------------- | ----------------------------------------------------------------- | ----------------------------------------------------------------- | ----------------------------------------------------------------- | ----------------------------------------------------------------- | ----------------------------------------------------------------- | ----------------------------------------------------------------- | -------------------------------------------------- | -------------------------------------------------- | -------------------------------------------------- | -------------------------------------------------- | -------------------------------------------------- | -------------------------------------------------- | -------------------------------------------------- | -------------------------------------------------- | -------------------------------------------------- | -------------------------------------------------- | -------------------------------------------------- | -------------------------------------------------- | -------------------------------------------------- | -------------------------------------------------- | -------------------------------------------------- | -------------------------------------------------- | -------------------------------------------------- | -------------------------------------------------- | -------------------------------------------------- | -------------------------------------------------- | -------------------------------------------------- | -------------------------------------------------- | -------------------------------------------------- | -------------------------------------------------- | -------------------------------------------------- | -------------------------------------------------- | -------------------------------------------------- | -------------------------------------------------- | -------------------------------------------------- | -------------------------------------------------- | ------------------------------ | ------------------------------ | ------------------------------ | ------------------------------ | ------------------------------ | ------------------------------ | ------------------------------ | ------------------------------ | ------------------------------ | ------------------------------ | ------------------------------ | ------------------------------ | ------------------------------------------------ | ------------------------------------------------ | ------------------------------------------------ | ------------------------------------------------ | ------------------------------------------------ | ------------------------------------------------ | ------------------------------------------------ | ------------------------------------------------ | ------------------------------------------------ | ------------------------------------------------ | ------------------------------------------------ | ------------------------------------------------ | ------------------------------------------------ | ------------------------------------------------ | ------------------------------------------------ | ------------------------------------------------ | ------------------------------------------------ | ------------------------------------------------ | ------------------------------------------------ | ------------------------------------------------ | ------------------------------------------------ |
| 1 Associazione Svizzera di Football | Women's Super League 8 squadre | Women's Super League 8 squadre | Women's Super League 8 squadre | Women's Super League 8 squadre | Women's Super League 8 squadre | Women's Super League 8 squadre | Women's Super League 8 squadre | Women's Super League 8 squadre | Women's Super League 8 squadre | Women's Super League 8 squadre | Women's Super League 8 squadre | Women's Super League 8 squadre | Women's Super League 8 squadre | Women's Super League 8 squadre | Women's Super League 8 squadre | Women's Super League 8 squadre | Women's Super League 8 squadre | Women's Super League 8 squadre | Women's Super League 8 squadre | Women's Super League 8 squadre | Women's Super League 8 squadre | Women's Super League 8 squadre                                     | Women's Super League 8 squadre                                     | Women's Super League 8 squadre                                     | Women's Super League 8 squadre                                     | Women's Super League 8 squadre                                     | Women's Super League 8 squadre                                     | Women's Super League 8 squadre                                     | Women's Super League 8 squadre                                     | Women's Super League 8 squadre                                     | Women's Super League 8 squadre                                     | Women's Super League 8 squadre                                     | Women's Super League 8 squadre                                     | Women's Super League 8 squadre                                     | Women's Super League 8 squadre                                     | Women's Super League 8 squadre                                     | Women's Super League 8 squadre                                     | Women's Super League 8 squadre                                     | Women's Super League 8 squadre                                     | Women's Super League 8 squadre                                     | Women's Super League 8 squadre                                     | Women's Super League 8 squadre                                     | Women's Super League 8 squadre                   | Women's Super League 8 squadre                   | Women's Super League 8 squadre                   | Women's Super League 8 squadre                   | Women's Super League 8 squadre                   | Women's Super League 8 squadre                   | Women's Super League 8 squadre                   | Women's Super League 8 squadre                   | Women's Super League 8 squadre                   | Women's Super League 8 squadre                   | Women's Super League 8 squadre                   | Women's Super League 8 squadre                   | Women's Super League 8 squadre                   | Women's Super League 8 squadre                   | Women's Super League 8 squadre                   | Women's Super League 8 squadre                   | Women's Super League 8 squadre                   | Women's Super League 8 squadre                   | Women's Super League 8 squadre                   | Women's Super League 8 squadre                   | Women's Super League 8 squadre                   | Women's Super League 8 squadre | Women's Super League 8 squadre | Women's Super League 8 squadre | Women's Super League 8 squadre | Women's Super League 8 squadre | Women's Super League 8 squadre | Women's Super League 8 squadre | Women's Super League 8 squadre | Women's Super League 8 squadre | Women's Super League 8 squadre | Women's Super League 8 squadre | Women's Super League 8 squadre | Women's Super League 8 squadre | Women's Super League 8 squadre | Women's Super League 8 squadre | Women's Super League 8 squadre | Women's Super League 8 squadre | Women's Super League 8 squadre | Women's Super League 8 squadre | Women's Super League 8 squadre | Women's Super League 8 squadre | Women's Super League 8 squadre                                       | Women's Super League 8 squadre                                       | Women's Super League 8 squadre                                       | Women's Super League 8 squadre                                       | Women's Super League 8 squadre                                       | Women's Super League 8 squadre                                       | Women's Super League 8 squadre                                       | Women's Super League 8 squadre                                       | Women's Super League 8 squadre                                       | Women's Super League 8 squadre                                       | Women's Super League 8 squadre                                       | Women's Super League 8 squadre                                       | Women's Super League 8 squadre                                       | Women's Super League 8 squadre                                       | Women's Super League 8 squadre                                       | Women's Super League 8 squadre                                       | Women's Super League 8 squadre                                       | Women's Super League 8 squadre                                       | Women's Super League 8 squadre                                       | Women's Super League 8 squadre                                       | Women's Super League 8 squadre                                       | Women's Super League 8 squadre | Women's Super League 8 squadre | Women's Super League 8 squadre | Women's Super League 8 squadre | Women's Super League 8 squadre | Women's Super League 8 squadre | Women's Super League 8 squadre | Women's Super League 8 squadre | Women's Super League 8 squadre | Women's Super League 8 squadre | Women's Super League 8 squadre | Women's Super League 8 squadre | Women's Super League 8 squadre | Women's Super League 8 squadre | Women's Super League 8 squadre | Women's Super League 8 squadre | Women's Super League 8 squadre | Women's Super League 8 squadre | Women's Super League 8 squadre | Women's Super League 8 squadre | Women's Super League 8 squadre | Women's Super League 8 squadre                     | Women's Super League 8 squadre                     | Women's Super League 8 squadre                     | Women's Super League 8 squadre                     | Women's Super League 8 squadre                     | Women's Super League 8 squadre                     | Women's Super League 8 squadre                     | Women's Super League 8 squadre                     | Women's Super League 8 squadre                     | Women's Super League 8 squadre                     | Women's Super League 8 squadre                     | Women's Super League 8 squadre                     | Women's Super League 8 squadre                     | Women's Super League 8 squadre                     | Women's Super League 8 squadre                     | Women's Super League 8 squadre                     | Women's Super League 8 squadre                     | Women's Super League 8 squadre                     | Women's Super League 8 squadre                     | Women's Super League 8 squadre                     | Women's Super League 8 squadre                     | Women's Super League 8 squadre                                    | Women's Super League 8 squadre                                    | Women's Super League 8 squadre                                    | Women's Super League 8 squadre                                    | Women's Super League 8 squadre                                    | Women's Super League 8 squadre                                    | Women's Super League 8 squadre                                    | Women's Super League 8 squadre                                    | Women's Super League 8 squadre                                    | Women's Super League 8 squadre                                    | Women's Super League 8 squadre                                    | Women's Super League 8 squadre                                    | Women's Super League 8 squadre                                    | Women's Super League 8 squadre                                    | Women's Super League 8 squadre                                    | Women's Super League 8 squadre                                    | Women's Super League 8 squadre                                    | Women's Super League 8 squadre                                    | Women's Super League 8 squadre                                    | Women's Super League 8 squadre                                    | Women's Super League 8 squadre                                    | Women's Super League 8 squadre                     | Women's Super League 8 squadre                     | Women's Super League 8 squadre                     | Women's Super League 8 squadre                     | Women's Super League 8 squadre                     | Women's Super League 8 squadre                     | Women's Super League 8 squadre                     | Women's Super League 8 squadre                     | Women's Super League 8 squadre                     | Women's Super League 8 squadre                     | Women's Super League 8 squadre                     | Women's Super League 8 squadre                     | Women's Super League 8 squadre                     | Women's Super League 8 squadre                     | Women's Super League 8 squadre                     | Women's Super League 8 squadre                     | Women's Super League 8 squadre                     | Women's Super League 8 squadre                     | Women's Super League 8 squadre                     | Women's Super League 8 squadre                     | Women's Super League 8 squadre                     | Women's Super League 8 squadre                     | Women's Super League 8 squadre                     | Women's Super League 8 squadre                     | Women's Super League 8 squadre                     | Women's Super League 8 squadre                     | Women's Super League 8 squadre                     | Women's Super League 8 squadre                     | Women's Super League 8 squadre                     | Women's Super League 8 squadre                     | Women's Super League 8 squadre | Women's Super League 8 squadre | Women's Super League 8 squadre | Women's Super League 8 squadre | Women's Super League 8 squadre | Women's Super League 8 squadre | Women's Super League 8 squadre | Women's Super League 8 squadre | Women's Super League 8 squadre | Women's Super League 8 squadre | Women's Super League 8 squadre | Women's Super League 8 squadre | Women's Super League 8 squadre                   | Women's Super League 8 squadre                   | Women's Super League 8 squadre                   | Women's Super League 8 squadre                   | Women's Super League 8 squadre                   | Women's Super League 8 squadre                   | Women's Super League 8 squadre                   | Women's Super League 8 squadre                   | Women's Super League 8 squadre                   | Women's Super League 8 squadre                   | Women's Super League 8 squadre                   | Women's Super League 8 squadre                   | Women's Super League 8 squadre                   | Women's Super League 8 squadre                   | Women's Super League 8 squadre                   | Women's Super League 8 squadre                   | Women's Super League 8 squadre                   | Women's Super League 8 squadre                   | Women's Super League 8 squadre                   | Women's Super League 8 squadre                   | Women's Super League 8 squadre                   |
| 2 Associazione Svizzera di Football | Lega Nazionale B 12 squadre    | Lega Nazionale B 12 squadre    | Lega Nazionale B 12 squadre    | Lega Nazionale B 12 squadre    | Lega Nazionale B 12 squadre    | Lega Nazionale B 12 squadre    | Lega Nazionale B 12 squadre    | Lega Nazionale B 12 squadre    | Lega Nazionale B 12 squadre    | Lega Nazionale B 12 squadre    | Lega Nazionale B 12 squadre    | Lega Nazionale B 12 squadre    | Lega Nazionale B 12 squadre    | Lega Nazionale B 12 squadre    | Lega Nazionale B 12 squadre    | Lega Nazionale B 12 squadre    | Lega Nazionale B 12 squadre    | Lega Nazionale B 12 squadre    | Lega Nazionale B 12 squadre    | Lega Nazionale B 12 squadre    | Lega Nazionale B 12 squadre    | Lega Nazionale B 12 squadre                                        | Lega Nazionale B 12 squadre                                        | Lega Nazionale B 12 squadre                                        | Lega Nazionale B 12 squadre                                        | Lega Nazionale B 12 squadre                                        | Lega Nazionale B 12 squadre                                        | Lega Nazionale B 12 squadre                                        | Lega Nazionale B 12 squadre                                        | Lega Nazionale B 12 squadre                                        | Lega Nazionale B 12 squadre                                        | Lega Nazionale B 12 squadre                                        | Lega Nazionale B 12 squadre                                        | Lega Nazionale B 12 squadre                                        | Lega Nazionale B 12 squadre                                        | Lega Nazionale B 12 squadre                                        | Lega Nazionale B 12 squadre                                        | Lega Nazionale B 12 squadre                                        | Lega Nazionale B 12 squadre                                        | Lega Nazionale B 12 squadre                                        | Lega Nazionale B 12 squadre                                        | Lega Nazionale B 12 squadre                                        | Lega Nazionale B 12 squadre                      | Lega Nazionale B 12 squadre                      | Lega Nazionale B 12 squadre                      | Lega Nazionale B 12 squadre                      | Lega Nazionale B 12 squadre                      | Lega Nazionale B 12 squadre                      | Lega Nazionale B 12 squadre                      | Lega Nazionale B 12 squadre                      | Lega Nazionale B 12 squadre                      | Lega Nazionale B 12 squadre                      | Lega Nazionale B 12 squadre                      | Lega Nazionale B 12 squadre                      | Lega Nazionale B 12 squadre                      | Lega Nazionale B 12 squadre                      | Lega Nazionale B 12 squadre                      | Lega Nazionale B 12 squadre                      | Lega Nazionale B 12 squadre                      | Lega Nazionale B 12 squadre                      | Lega Nazionale B 12 squadre                      | Lega Nazionale B 12 squadre                      | Lega Nazionale B 12 squadre                      | Lega Nazionale B 12 squadre    | Lega Nazionale B 12 squadre    | Lega Nazionale B 12 squadre    | Lega Nazionale B 12 squadre    | Lega Nazionale B 12 squadre    | Lega Nazionale B 12 squadre    | Lega Nazionale B 12 squadre    | Lega Nazionale B 12 squadre    | Lega Nazionale B 12 squadre    | Lega Nazionale B 12 squadre    | Lega Nazionale B 12 squadre    | Lega Nazionale B 12 squadre    | Lega Nazionale B 12 squadre    | Lega Nazionale B 12 squadre    | Lega Nazionale B 12 squadre    | Lega Nazionale B 12 squadre    | Lega Nazionale B 12 squadre    | Lega Nazionale B 12 squadre    | Lega Nazionale B 12 squadre    | Lega Nazionale B 12 squadre    | Lega Nazionale B 12 squadre    | Lega Nazionale B 12 squadre                                          | Lega Nazionale B 12 squadre                                          | Lega Nazionale B 12 squadre                                          | Lega Nazionale B 12 squadre                                          | Lega Nazionale B 12 squadre                                          | Lega Nazionale B 12 squadre                                          | Lega Nazionale B 12 squadre                                          | Lega Nazionale B 12 squadre                                          | Lega Nazionale B 12 squadre                                          | Lega Nazionale B 12 squadre                                          | Lega Nazionale B 12 squadre                                          | Lega Nazionale B 12 squadre                                          | Lega Nazionale B 12 squadre                                          | Lega Nazionale B 12 squadre                                          | Lega Nazionale B 12 squadre                                          | Lega Nazionale B 12 squadre                                          | Lega Nazionale B 12 squadre                                          | Lega Nazionale B 12 squadre                                          | Lega Nazionale B 12 squadre                                          | Lega Nazionale B 12 squadre                                          | Lega Nazionale B 12 squadre                                          | Lega Nazionale B 12 squadre    | Lega Nazionale B 12 squadre    | Lega Nazionale B 12 squadre    | Lega Nazionale B 12 squadre    | Lega Nazionale B 12 squadre    | Lega Nazionale B 12 squadre    | Lega Nazionale B 12 squadre    | Lega Nazionale B 12 squadre    | Lega Nazionale B 12 squadre    | Lega Nazionale B 12 squadre    | Lega Nazionale B 12 squadre    | Lega Nazionale B 12 squadre    | Lega Nazionale B 12 squadre    | Lega Nazionale B 12 squadre    | Lega Nazionale B 12 squadre    | Lega Nazionale B 12 squadre    | Lega Nazionale B 12 squadre    | Lega Nazionale B 12 squadre    | Lega Nazionale B 12 squadre    | Lega Nazionale B 12 squadre    | Lega Nazionale B 12 squadre    | Lega Nazionale B 12 squadre                        | Lega Nazionale B 12 squadre                        | Lega Nazionale B 12 squadre                        | Lega Nazionale B 12 squadre                        | Lega Nazionale B 12 squadre                        | Lega Nazionale B 12 squadre                        | Lega Nazionale B 12 squadre                        | Lega Nazionale B 12 squadre                        | Lega Nazionale B 12 squadre                        | Lega Nazionale B 12 squadre                        | Lega Nazionale B 12 squadre                        | Lega Nazionale B 12 squadre                        | Lega Nazionale B 12 squadre                        | Lega Nazionale B 12 squadre                        | Lega Nazionale B 12 squadre                        | Lega Nazionale B 12 squadre                        | Lega Nazionale B 12 squadre                        | Lega Nazionale B 12 squadre                        | Lega Nazionale B 12 squadre                        | Lega Nazionale B 12 squadre                        | Lega Nazionale B 12 squadre                        | Lega Nazionale B 12 squadre                                       | Lega Nazionale B 12 squadre                                       | Lega Nazionale B 12 squadre                                       | Lega Nazionale B 12 squadre                                       | Lega Nazionale B 12 squadre                                       | Lega Nazionale B 12 squadre                                       | Lega Nazionale B 12 squadre                                       | Lega Nazionale B 12 squadre                                       | Lega Nazionale B 12 squadre                                       | Lega Nazionale B 12 squadre                                       | Lega Nazionale B 12 squadre                                       | Lega Nazionale B 12 squadre                                       | Lega Nazionale B 12 squadre                                       | Lega Nazionale B 12 squadre                                       | Lega Nazionale B 12 squadre                                       | Lega Nazionale B 12 squadre                                       | Lega Nazionale B 12 squadre                                       | Lega Nazionale B 12 squadre                                       | Lega Nazionale B 12 squadre                                       | Lega Nazionale B 12 squadre                                       | Lega Nazionale B 12 squadre                                       | Lega Nazionale B 12 squadre                        | Lega Nazionale B 12 squadre                        | Lega Nazionale B 12 squadre                        | Lega Nazionale B 12 squadre                        | Lega Nazionale B 12 squadre                        | Lega Nazionale B 12 squadre                        | Lega Nazionale B 12 squadre                        | Lega Nazionale B 12 squadre                        | Lega Nazionale B 12 squadre                        | Lega Nazionale B 12 squadre                        | Lega Nazionale B 12 squadre                        | Lega Nazionale B 12 squadre                        | Lega Nazionale B 12 squadre                        | Lega Nazionale B 12 squadre                        | Lega Nazionale B 12 squadre                        | Lega Nazionale B 12 squadre                        | Lega Nazionale B 12 squadre                        | Lega Nazionale B 12 squadre                        | Lega Nazionale B 12 squadre                        | Lega Nazionale B 12 squadre                        | Lega Nazionale B 12 squadre                        | Lega Nazionale B 12 squadre                        | Lega Nazionale B 12 squadre                        | Lega Nazionale B 12 squadre                        | Lega Nazionale B 12 squadre                        | Lega Nazionale B 12 squadre                        | Lega Nazionale B 12 squadre                        | Lega Nazionale B 12 squadre                        | Lega Nazionale B 12 squadre                        | Lega Nazionale B 12 squadre                        | Lega Nazionale B 12 squadre    | Lega Nazionale B 12 squadre    | Lega Nazionale B 12 squadre    | Lega Nazionale B 12 squadre    | Lega Nazionale B 12 squadre    | Lega Nazionale B 12 squadre    | Lega Nazionale B 12 squadre    | Lega Nazionale B 12 squadre    | Lega Nazionale B 12 squadre    | Lega Nazionale B 12 squadre    | Lega Nazionale B 12 squadre    | Lega Nazionale B 12 squadre    | Lega Nazionale B 12 squadre                      | Lega Nazionale B 12 squadre                      | Lega Nazionale B 12 squadre                      | Lega Nazionale B 12 squadre                      | Lega Nazionale B 12 squadre                      | Lega Nazionale B 12 squadre                      | Lega Nazionale B 12 squadre                      | Lega Nazionale B 12 squadre                      | Lega Nazionale B 12 squadre                      | Lega Nazionale B 12 squadre                      | Lega Nazionale B 12 squadre                      | Lega Nazionale B 12 squadre                      | Lega Nazionale B 12 squadre                      | Lega Nazionale B 12 squadre                      | Lega Nazionale B 12 squadre                      | Lega Nazionale B 12 squadre                      | Lega Nazionale B 12 squadre                      | Lega Nazionale B 12 squadre                      | Lega Nazionale B 12 squadre                      | Lega Nazionale B 12 squadre                      | Lega Nazionale B 12 squadre                      |
| 3 Lega Amatori                      | 1. Lega Gruppo 1 10 squadre    | 1. Lega Gruppo 1 10 squadre    | 1. Lega Gruppo 1 10 squadre    | 1. Lega Gruppo 1 10 squadre    | 1. Lega Gruppo 1 10 squadre    | 1. Lega Gruppo 1 10 squadre    | 1. Lega Gruppo 1 10 squadre    | 1. Lega Gruppo 1 10 squadre    | 1. Lega Gruppo 1 10 squadre    | 1. Lega Gruppo 1 10 squadre    | 1. Lega Gruppo 1 10 squadre    | 1. Lega Gruppo 1 10 squadre    | 1. Lega Gruppo 1 10 squadre    | 1. Lega Gruppo 1 10 squadre    | 1. Lega Gruppo 1 10 squadre    | 1. Lega Gruppo 1 10 squadre    | 1. Lega Gruppo 1 10 squadre    | 1. Lega Gruppo 1 10 squadre    | 1. Lega Gruppo 1 10 squadre    | 1. Lega Gruppo 1 10 squadre    | 1. Lega Gruppo 1 10 squadre    | 1. Lega Gruppo 1 10 squadre                                        | 1. Lega Gruppo 1 10 squadre                                        | 1. Lega Gruppo 1 10 squadre                                        | 1. Lega Gruppo 1 10 squadre                                        | 1. Lega Gruppo 1 10 squadre                                        | 1. Lega Gruppo 1 10 squadre                                        | 1. Lega Gruppo 1 10 squadre                                        | 1. Lega Gruppo 1 10 squadre                                        | 1. Lega Gruppo 1 10 squadre                                        | 1. Lega Gruppo 1 10 squadre                                        | 1. Lega Gruppo 1 10 squadre                                        | 1. Lega Gruppo 1 10 squadre                                        | 1. Lega Gruppo 1 10 squadre                                        | 1. Lega Gruppo 1 10 squadre                                        | 1. Lega Gruppo 1 10 squadre                                        | 1. Lega Gruppo 1 10 squadre                                        | 1. Lega Gruppo 1 10 squadre                                        | 1. Lega Gruppo 1 10 squadre                                        | 1. Lega Gruppo 1 10 squadre                                        | 1. Lega Gruppo 1 10 squadre                                        | 1. Lega Gruppo 1 10 squadre                                        | 1. Lega Gruppo 1 10 squadre                      | 1. Lega Gruppo 1 10 squadre                      | 1. Lega Gruppo 1 10 squadre                      | 1. Lega Gruppo 1 10 squadre                      | 1. Lega Gruppo 1 10 squadre                      | 1. Lega Gruppo 1 10 squadre                      | 1. Lega Gruppo 1 10 squadre                      | 1. Lega Gruppo 1 10 squadre                      | 1. Lega Gruppo 1 10 squadre                      | 1. Lega Gruppo 1 10 squadre                      | 1. Lega Gruppo 1 10 squadre                      | 1. Lega Gruppo 1 10 squadre                      | 1. Lega Gruppo 1 10 squadre                      | 1. Lega Gruppo 1 10 squadre                      | 1. Lega Gruppo 1 10 squadre                      | 1. Lega Gruppo 1 10 squadre                      | 1. Lega Gruppo 1 10 squadre                      | 1. Lega Gruppo 1 10 squadre                      | 1. Lega Gruppo 1 10 squadre                      | 1. Lega Gruppo 1 10 squadre                      | 1. Lega Gruppo 1 10 squadre                      | 1. Lega Gruppo 1 10 squadre    | 1. Lega Gruppo 1 10 squadre    | 1. Lega Gruppo 1 10 squadre    | 1. Lega Gruppo 1 10 squadre    | 1. Lega Gruppo 1 10 squadre    | 1. Lega Gruppo 1 10 squadre    | 1. Lega Gruppo 1 10 squadre    | 1. Lega Gruppo 1 10 squadre    | 1. Lega Gruppo 1 10 squadre    | 1. Lega Gruppo 1 10 squadre    | 1. Lega Gruppo 1 10 squadre    | 1. Lega Gruppo 1 10 squadre    | 1. Lega Gruppo 1 10 squadre    | 1. Lega Gruppo 1 10 squadre    | 1. Lega Gruppo 2 10 squadre    | 1. Lega Gruppo 2 10 squadre    | 1. Lega Gruppo 2 10 squadre    | 1. Lega Gruppo 2 10 squadre    | 1. Lega Gruppo 2 10 squadre    | 1. Lega Gruppo 2 10 squadre    | 1. Lega Gruppo 2 10 squadre    | 1. Lega Gruppo 2 10 squadre                                          | 1. Lega Gruppo 2 10 squadre                                          | 1. Lega Gruppo 2 10 squadre                                          | 1. Lega Gruppo 2 10 squadre                                          | 1. Lega Gruppo 2 10 squadre                                          | 1. Lega Gruppo 2 10 squadre                                          | 1. Lega Gruppo 2 10 squadre                                          | 1. Lega Gruppo 2 10 squadre                                          | 1. Lega Gruppo 2 10 squadre                                          | 1. Lega Gruppo 2 10 squadre                                          | 1. Lega Gruppo 2 10 squadre                                          | 1. Lega Gruppo 2 10 squadre                                          | 1. Lega Gruppo 2 10 squadre                                          | 1. Lega Gruppo 2 10 squadre                                          | 1. Lega Gruppo 2 10 squadre                                          | 1. Lega Gruppo 2 10 squadre                                          | 1. Lega Gruppo 2 10 squadre                                          | 1. Lega Gruppo 2 10 squadre                                          | 1. Lega Gruppo 2 10 squadre                                          | 1. Lega Gruppo 2 10 squadre                                          | 1. Lega Gruppo 2 10 squadre                                          | 1. Lega Gruppo 2 10 squadre    | 1. Lega Gruppo 2 10 squadre    | 1. Lega Gruppo 2 10 squadre    | 1. Lega Gruppo 2 10 squadre    | 1. Lega Gruppo 2 10 squadre    | 1. Lega Gruppo 2 10 squadre    | 1. Lega Gruppo 2 10 squadre    | 1. Lega Gruppo 2 10 squadre    | 1. Lega Gruppo 2 10 squadre    | 1. Lega Gruppo 2 10 squadre    | 1. Lega Gruppo 2 10 squadre    | 1. Lega Gruppo 2 10 squadre    | 1. Lega Gruppo 2 10 squadre    | 1. Lega Gruppo 2 10 squadre    | 1. Lega Gruppo 2 10 squadre    | 1. Lega Gruppo 2 10 squadre    | 1. Lega Gruppo 2 10 squadre    | 1. Lega Gruppo 2 10 squadre    | 1. Lega Gruppo 2 10 squadre    | 1. Lega Gruppo 2 10 squadre    | 1. Lega Gruppo 2 10 squadre    | 1. Lega Gruppo 2 10 squadre                        | 1. Lega Gruppo 2 10 squadre                        | 1. Lega Gruppo 2 10 squadre                        | 1. Lega Gruppo 2 10 squadre                        | 1. Lega Gruppo 2 10 squadre                        | 1. Lega Gruppo 2 10 squadre                        | 1. Lega Gruppo 2 10 squadre                        | 1. Lega Gruppo 2 10 squadre                        | 1. Lega Gruppo 2 10 squadre                        | 1. Lega Gruppo 2 10 squadre                        | 1. Lega Gruppo 2 10 squadre                        | 1. Lega Gruppo 2 10 squadre                        | 1. Lega Gruppo 2 10 squadre                        | 1. Lega Gruppo 2 10 squadre                        | 1. Lega Gruppo 2 10 squadre                        | 1. Lega Gruppo 2 10 squadre                        | 1. Lega Gruppo 2 10 squadre                        | 1. Lega Gruppo 2 10 squadre                        | 1. Lega Gruppo 2 10 squadre                        | 1. Lega Gruppo 2 10 squadre                        | 1. Lega Gruppo 2 10 squadre                        | 1. Lega Gruppo 2 10 squadre                                       | 1. Lega Gruppo 2 10 squadre                                       | 1. Lega Gruppo 2 10 squadre                                       | 1. Lega Gruppo 2 10 squadre                                       | 1. Lega Gruppo 2 10 squadre                                       | 1. Lega Gruppo 2 10 squadre                                       | 1. Lega Gruppo 2 10 squadre                                       | 1. Lega Gruppo 3 10 squadre                                       | 1. Lega Gruppo 3 10 squadre                                       | 1. Lega Gruppo 3 10 squadre                                       | 1. Lega Gruppo 3 10 squadre                                       | 1. Lega Gruppo 3 10 squadre                                       | 1. Lega Gruppo 3 10 squadre                                       | 1. Lega Gruppo 3 10 squadre                                       | 1. Lega Gruppo 3 10 squadre                                       | 1. Lega Gruppo 3 10 squadre                                       | 1. Lega Gruppo 3 10 squadre                                       | 1. Lega Gruppo 3 10 squadre                                       | 1. Lega Gruppo 3 10 squadre                                       | 1. Lega Gruppo 3 10 squadre                                       | 1. Lega Gruppo 3 10 squadre                                       | 1. Lega Gruppo 3 10 squadre                        | 1. Lega Gruppo 3 10 squadre                        | 1. Lega Gruppo 3 10 squadre                        | 1. Lega Gruppo 3 10 squadre                        | 1. Lega Gruppo 3 10 squadre                        | 1. Lega Gruppo 3 10 squadre                        | 1. Lega Gruppo 3 10 squadre                        | 1. Lega Gruppo 3 10 squadre                        | 1. Lega Gruppo 3 10 squadre                        | 1. Lega Gruppo 3 10 squadre                        | 1. Lega Gruppo 3 10 squadre                        | 1. Lega Gruppo 3 10 squadre                        | 1. Lega Gruppo 3 10 squadre                        | 1. Lega Gruppo 3 10 squadre                        | 1. Lega Gruppo 3 10 squadre                        | 1. Lega Gruppo 3 10 squadre                        | 1. Lega Gruppo 3 10 squadre                        | 1. Lega Gruppo 3 10 squadre                        | 1. Lega Gruppo 3 10 squadre                        | 1. Lega Gruppo 3 10 squadre                        | 1. Lega Gruppo 3 10 squadre                        | 1. Lega Gruppo 3 10 squadre                        | 1. Lega Gruppo 3 10 squadre                        | 1. Lega Gruppo 3 10 squadre                        | 1. Lega Gruppo 3 10 squadre                        | 1. Lega Gruppo 3 10 squadre                        | 1. Lega Gruppo 3 10 squadre                        | 1. Lega Gruppo 3 10 squadre                        | 1. Lega Gruppo 3 10 squadre                        | 1. Lega Gruppo 3 10 squadre                        | 1. Lega Gruppo 3 10 squadre    | 1. Lega Gruppo 3 10 squadre    | 1. Lega Gruppo 3 10 squadre    | 1. Lega Gruppo 3 10 squadre    | 1. Lega Gruppo 3 10 squadre    | 1. Lega Gruppo 3 10 squadre    | 1. Lega Gruppo 3 10 squadre    | 1. Lega Gruppo 3 10 squadre    | 1. Lega Gruppo 3 10 squadre    | 1. Lega Gruppo 3 10 squadre    | 1. Lega Gruppo 3 10 squadre    | 1. Lega Gruppo 3 10 squadre    | 1. Lega Gruppo 3 10 squadre                      | 1. Lega Gruppo 3 10 squadre                      | 1. Lega Gruppo 3 10 squadre                      | 1. Lega Gruppo 3 10 squadre                      | 1. Lega Gruppo 3 10 squadre                      | 1. Lega Gruppo 3 10 squadre                      | 1. Lega Gruppo 3 10 squadre                      | 1. Lega Gruppo 3 10 squadre                      | 1. Lega Gruppo 3 10 squadre                      | 1. Lega Gruppo 3 10 squadre                      | 1. Lega Gruppo 3 10 squadre                      | 1. Lega Gruppo 3 10 squadre                      | 1. Lega Gruppo 3 10 squadre                      | 1. Lega Gruppo 3 10 squadre                      | 1. Lega Gruppo 3 10 squadre                      | 1. Lega Gruppo 3 10 squadre                      | 1. Lega Gruppo 3 10 squadre                      | 1. Lega Gruppo 3 10 squadre                      | 1. Lega Gruppo 3 10 squadre                      | 1. Lega Gruppo 3 10 squadre                      | 1. Lega Gruppo 3 10 squadre                      |
| 4 Calcio amatoriale                 | 2. Lega AFV 8 squadre          | 2. Lega AFV 8 squadre          | 2. Lega AFV 8 squadre          | 2. Lega AFV 8 squadre          | 2. Lega AFV 8 squadre          | 2. Lega AFV 8 squadre          | 2. Lega AFV 8 squadre          | 2. Lega AFV 8 squadre          | 2. Lega AFV 8 squadre          | 2. Lega AFV 8 squadre          | 2. Lega AFV 8 squadre          | 2. Lega AFV 8 squadre          | 2. Lega AFV 8 squadre          | 2. Lega AFV 8 squadre          | 2. Lega AFV 8 squadre          | 2. Lega AFV 8 squadre          | 2. Lega AFV 8 squadre          | 2. Lega AFV 8 squadre          | 2. Lega AFV 8 squadre          | 2. Lega AFV 8 squadre          | 2. Lega AFV 8 squadre          | 2. Lega AFV 8 squadre                                              | 2. Lega AFV 8 squadre                                              | 2. Lega AFV 8 squadre                                              | 2. Lega AFV 8 squadre                                              | 2. Lega AFV 8 squadre                                              | 2. Lega AFV 8 squadre                                              | 2. Lega AFV 8 squadre                                              | 2. Lega AFV 8 squadre                                              | 2. Lega AFV 8 squadre                                              | 2. Lega AFV 8 squadre                                              | 2. Lega AFV 8 squadre                                              | 2. Lega AFV 8 squadre                                              | 2. Lega FVBJ 11 squadre                                            | 2. Lega FVBJ 11 squadre                                            | 2. Lega FVBJ 11 squadre                                            | 2. Lega FVBJ 11 squadre                                            | 2. Lega FVBJ 11 squadre                                            | 2. Lega FVBJ 11 squadre                                            | 2. Lega FVBJ 11 squadre                                            | 2. Lega FVBJ 11 squadre                                            | 2. Lega FVBJ 11 squadre                                            | 2. Lega FVBJ 11 squadre                          | 2. Lega FVBJ 11 squadre                          | 2. Lega FVBJ 11 squadre                          | 2. Lega FVBJ 11 squadre                          | 2. Lega FVBJ 11 squadre                          | 2. Lega FVBJ 11 squadre                          | 2. Lega FVBJ 11 squadre                          | 2. Lega FVBJ 11 squadre                          | 2. Lega FVBJ 11 squadre                          | 2. Lega FVBJ 11 squadre                          | 2. Lega FVBJ 11 squadre                          | 2. Lega FVBJ 11 squadre                          | 2. Lega FVBJ 11 squadre                          | 2. Lega FVBJ 11 squadre                          | 2. Lega FVBJ 11 squadre                          | 2. Lega FVBJ 11 squadre                          | 2. Lega FVBJ 11 squadre                          | 2. Lega FVBJ 11 squadre                          | 2. Lega FVBJ 11 squadre                          | 2. Lega FVBJ 11 squadre                          | 2. Lega FVBJ 11 squadre                          | 2. Lega FVBJ 11 squadre        | 2. Lega FVBJ 11 squadre        | 2. Lega FVBJ 11 squadre        | 2. Lega IFV 10 squadre         | 2. Lega IFV 10 squadre         | 2. Lega IFV 10 squadre         | 2. Lega IFV 10 squadre         | 2. Lega IFV 10 squadre         | 2. Lega IFV 10 squadre         | 2. Lega IFV 10 squadre         | 2. Lega IFV 10 squadre         | 2. Lega IFV 10 squadre         | 2. Lega IFV 10 squadre         | 2. Lega IFV 10 squadre         | 2. Lega IFV 10 squadre         | 2. Lega IFV 10 squadre         | 2. Lega IFV 10 squadre         | 2. Lega IFV 10 squadre         | 2. Lega IFV 10 squadre         | 2. Lega IFV 10 squadre         | 2. Lega IFV 10 squadre         | 2. Lega IFV 10 squadre                                               | 2. Lega IFV 10 squadre                                               | 2. Lega IFV 10 squadre                                               | 2. Lega IFV 10 squadre                                               | 2. Lega IFV 10 squadre                                               | 2. Lega IFV 10 squadre                                               | 2. Lega IFV 10 squadre                                               | 2. Lega IFV 10 squadre                                               | 2. Lega IFV 10 squadre                                               | 2. Lega IFV 10 squadre                                               | 2. Lega IFV 10 squadre                                               | 2. Lega IFV 10 squadre                                               | 2. Lega IFV 10 squadre                                               | 2. Lega IFV 10 squadre                                               | 2. Lega IFV 10 squadre                                               | 2. Lega OFV 11 squadre                                               | 2. Lega OFV 11 squadre                                               | 2. Lega OFV 11 squadre                                               | 2. Lega OFV 11 squadre                                               | 2. Lega OFV 11 squadre                                               | 2. Lega OFV 11 squadre                                               | 2. Lega OFV 11 squadre         | 2. Lega OFV 11 squadre         | 2. Lega OFV 11 squadre         | 2. Lega OFV 11 squadre         | 2. Lega OFV 11 squadre         | 2. Lega OFV 11 squadre         | 2. Lega OFV 11 squadre         | 2. Lega OFV 11 squadre         | 2. Lega OFV 11 squadre         | 2. Lega OFV 11 squadre         | 2. Lega OFV 11 squadre         | 2. Lega OFV 11 squadre         | 2. Lega OFV 11 squadre         | 2. Lega OFV 11 squadre         | 2. Lega OFV 11 squadre         | 2. Lega OFV 11 squadre         | 2. Lega OFV 11 squadre         | 2. Lega OFV 11 squadre         | 2. Lega OFV 11 squadre         | 2. Lega OFV 11 squadre         | 2. Lega OFV 11 squadre         | 2. Lega OFV 11 squadre                             | 2. Lega OFV 11 squadre                             | 2. Lega OFV 11 squadre                             | 2. Lega OFV 11 squadre                             | 2. Lega OFV 11 squadre                             | 2. Lega OFV 11 squadre                             | 2. Lega SKFV 10 squadre                            | 2. Lega SKFV 10 squadre                            | 2. Lega SKFV 10 squadre                            | 2. Lega SKFV 10 squadre                            | 2. Lega SKFV 10 squadre                            | 2. Lega SKFV 10 squadre                            | 2. Lega SKFV 10 squadre                            | 2. Lega SKFV 10 squadre                            | 2. Lega SKFV 10 squadre                            | 2. Lega SKFV 10 squadre                            | 2. Lega SKFV 10 squadre                            | 2. Lega SKFV 10 squadre                            | 2. Lega SKFV 10 squadre                            | 2. Lega SKFV 10 squadre                            | 2. Lega SKFV 10 squadre                            | 2. Lega SKFV 10 squadre                                           | 2. Lega SKFV 10 squadre                                           | 2. Lega SKFV 10 squadre                                           | 2. Lega SKFV 10 squadre                                           | 2. Lega SKFV 10 squadre                                           | 2. Lega SKFV 10 squadre                                           | 2. Lega SKFV 10 squadre                                           | 2. Lega SKFV 10 squadre                                           | 2. Lega SKFV 10 squadre                                           | 2. Lega SKFV 10 squadre                                           | 2. Lega SKFV 10 squadre                                           | 2. Lega SKFV 10 squadre                                           | 2. Lega SKFV 10 squadre                                           | 2. Lega SKFV 10 squadre                                           | 2. Lega SKFV 10 squadre                                           | 2. Lega SKFV 10 squadre                                           | 2. Lega SKFV 10 squadre                                           | 2. Lega SKFV 10 squadre                                           | 2. Lega FVRZ Gr. 1 - 11 squadre Gr. 2 - 11 squadre                | 2. Lega FVRZ Gr. 1 - 11 squadre Gr. 2 - 11 squadre                | 2. Lega FVRZ Gr. 1 - 11 squadre Gr. 2 - 11 squadre                | 2. Lega FVRZ Gr. 1 - 11 squadre Gr. 2 - 11 squadre | 2. Lega FVRZ Gr. 1 - 11 squadre Gr. 2 - 11 squadre | 2. Lega FVRZ Gr. 1 - 11 squadre Gr. 2 - 11 squadre | 2. Lega FVRZ Gr. 1 - 11 squadre Gr. 2 - 11 squadre | 2. Lega FVRZ Gr. 1 - 11 squadre Gr. 2 - 11 squadre | 2. Lega FVRZ Gr. 1 - 11 squadre Gr. 2 - 11 squadre | 2. Lega FVRZ Gr. 1 - 11 squadre Gr. 2 - 11 squadre | 2. Lega FVRZ Gr. 1 - 11 squadre Gr. 2 - 11 squadre | 2. Lega FVRZ Gr. 1 - 11 squadre Gr. 2 - 11 squadre | 2. Lega FVRZ Gr. 1 - 11 squadre Gr. 2 - 11 squadre | 2. Lega FVRZ Gr. 1 - 11 squadre Gr. 2 - 11 squadre | 2. Lega FVRZ Gr. 1 - 11 squadre Gr. 2 - 11 squadre | 2. Lega FVRZ Gr. 1 - 11 squadre Gr. 2 - 11 squadre | 2. Lega FVRZ Gr. 1 - 11 squadre Gr. 2 - 11 squadre | 2. Lega FVRZ Gr. 1 - 11 squadre Gr. 2 - 11 squadre | 2. Lega FVRZ Gr. 1 - 11 squadre Gr. 2 - 11 squadre | 2. Lega FVRZ Gr. 1 - 11 squadre Gr. 2 - 11 squadre | 2. Lega FVRZ Gr. 1 - 11 squadre Gr. 2 - 11 squadre | 2. Lega FVRZ Gr. 1 - 11 squadre Gr. 2 - 11 squadre | 2. Lega FVRZ Gr. 1 - 11 squadre Gr. 2 - 11 squadre | 2. Lega FVRZ Gr. 1 - 11 squadre Gr. 2 - 11 squadre | 2. Lega FVRZ Gr. 1 - 11 squadre Gr. 2 - 11 squadre | 2. Lega FVRZ Gr. 1 - 11 squadre Gr. 2 - 11 squadre | 2. Lega FVRZ Gr. 1 - 11 squadre Gr. 2 - 11 squadre | 2. Lega FVRZ Gr. 1 - 11 squadre Gr. 2 - 11 squadre | 2. Lega FVRZ Gr. 1 - 11 squadre Gr. 2 - 11 squadre | 2. Lega FVRZ Gr. 1 - 11 squadre Gr. 2 - 11 squadre | 2. Lega FVRZ Gr. 1 - 11 squadre Gr. 2 - 11 squadre | 2. Lega FVRZ Gr. 1 - 11 squadre Gr. 2 - 11 squadre | 2. Lega FVRZ Gr. 1 - 11 squadre Gr. 2 - 11 squadre | 2. Lega FFV 10 squadre         | 2. Lega FFV 10 squadre         | 2. Lega FFV 10 squadre         | 2. Lega FFV 10 squadre         | 2. Lega FFV 10 squadre         | 2. Lega FFV 10 squadre         | 2. Lega FFV 10 squadre         | 2. Lega FFV 10 squadre         | 2. Lega FFV 10 squadre         | 2. Lega FFV 10 squadre         | 2. Lega FFV 10 squadre         | 2. Lega FFV 10 squadre         | 2. Lega FFV 10 squadre                           | 2. Lega FFV 10 squadre                           | 2. Lega FFV 10 squadre                           | 2. Lega FFV 10 squadre                           | 2. Lega FFV 10 squadre                           | 2. Lega FFV 10 squadre                           | 2. Lega FFV 10 squadre                           | 2. Lega FFV 10 squadre                           | 2. Lega FFV 10 squadre                           | 2. Lega FFV 10 squadre                           | 2. Lega FFV 10 squadre                           | 2. Lega FFV 10 squadre                           | 2. Lega FFV 10 squadre                           | 2. Lega FFV 10 squadre                           | 2. Lega FFV 10 squadre                           | 2. Lega FFV 10 squadre                           | 2. Lega FFV 10 squadre                           | 2. Lega FFV 10 squadre                           | 2. Lega FFV 10 squadre                           | 2. Lega FFV 10 squadre                           | 2. Lega FFV 10 squadre                           |
| 5 Calcio amatoriale                 | 3. Lega AFV 8 squadre          | 3. Lega AFV 8 squadre          | 3. Lega AFV 8 squadre          | 3. Lega AFV 8 squadre          | 3. Lega AFV 8 squadre          | 3. Lega AFV 8 squadre          | 3. Lega AFV 8 squadre          | 3. Lega AFV 8 squadre          | 3. Lega AFV 8 squadre          | 3. Lega AFV 8 squadre          | 3. Lega AFV 8 squadre          | 3. Lega AFV 8 squadre          | 3. Lega AFV 8 squadre          | 3. Lega AFV 8 squadre          | 3. Lega AFV 8 squadre          | 3. Lega AFV 8 squadre          | 3. Lega AFV 8 squadre          | 3. Lega AFV 8 squadre          | 3. Lega AFV 8 squadre          | 3. Lega AFV 8 squadre          | 3. Lega AFV 8 squadre          | 3. Lega FVBJ Gr. 1 - 9 squadre Gr. 2 - 8 squadre Gr. 3 - 8 squadre | 3. Lega FVBJ Gr. 1 - 9 squadre Gr. 2 - 8 squadre Gr. 3 - 8 squadre | 3. Lega FVBJ Gr. 1 - 9 squadre Gr. 2 - 8 squadre Gr. 3 - 8 squadre | 3. Lega FVBJ Gr. 1 - 9 squadre Gr. 2 - 8 squadre Gr. 3 - 8 squadre | 3. Lega FVBJ Gr. 1 - 9 squadre Gr. 2 - 8 squadre Gr. 3 - 8 squadre | 3. Lega FVBJ Gr. 1 - 9 squadre Gr. 2 - 8 squadre Gr. 3 - 8 squadre | 3. Lega FVBJ Gr. 1 - 9 squadre Gr. 2 - 8 squadre Gr. 3 - 8 squadre | 3. Lega FVBJ Gr. 1 - 9 squadre Gr. 2 - 8 squadre Gr. 3 - 8 squadre | 3. Lega FVBJ Gr. 1 - 9 squadre Gr. 2 - 8 squadre Gr. 3 - 8 squadre | 3. Lega FVBJ Gr. 1 - 9 squadre Gr. 2 - 8 squadre Gr. 3 - 8 squadre | 3. Lega FVBJ Gr. 1 - 9 squadre Gr. 2 - 8 squadre Gr. 3 - 8 squadre | 3. Lega FVBJ Gr. 1 - 9 squadre Gr. 2 - 8 squadre Gr. 3 - 8 squadre | 3. Lega FVBJ Gr. 1 - 9 squadre Gr. 2 - 8 squadre Gr. 3 - 8 squadre | 3. Lega FVBJ Gr. 1 - 9 squadre Gr. 2 - 8 squadre Gr. 3 - 8 squadre | 3. Lega FVBJ Gr. 1 - 9 squadre Gr. 2 - 8 squadre Gr. 3 - 8 squadre | 3. Lega FVBJ Gr. 1 - 9 squadre Gr. 2 - 8 squadre Gr. 3 - 8 squadre | 3. Lega FVBJ Gr. 1 - 9 squadre Gr. 2 - 8 squadre Gr. 3 - 8 squadre | 3. Lega FVBJ Gr. 1 - 9 squadre Gr. 2 - 8 squadre Gr. 3 - 8 squadre | 3. Lega FVBJ Gr. 1 - 9 squadre Gr. 2 - 8 squadre Gr. 3 - 8 squadre | 3. Lega FVBJ Gr. 1 - 9 squadre Gr. 2 - 8 squadre Gr. 3 - 8 squadre | 3. Lega FVBJ Gr. 1 - 9 squadre Gr. 2 - 8 squadre Gr. 3 - 8 squadre | 3. Lega IFV Gr. 1 - 10 squadre Gr. 2 - 9 squadre | 3. Lega IFV Gr. 1 - 10 squadre Gr. 2 - 9 squadre | 3. Lega IFV Gr. 1 - 10 squadre Gr. 2 - 9 squadre | 3. Lega IFV Gr. 1 - 10 squadre Gr. 2 - 9 squadre | 3. Lega IFV Gr. 1 - 10 squadre Gr. 2 - 9 squadre | 3. Lega IFV Gr. 1 - 10 squadre Gr. 2 - 9 squadre | 3. Lega IFV Gr. 1 - 10 squadre Gr. 2 - 9 squadre | 3. Lega IFV Gr. 1 - 10 squadre Gr. 2 - 9 squadre | 3. Lega IFV Gr. 1 - 10 squadre Gr. 2 - 9 squadre | 3. Lega IFV Gr. 1 - 10 squadre Gr. 2 - 9 squadre | 3. Lega IFV Gr. 1 - 10 squadre Gr. 2 - 9 squadre | 3. Lega IFV Gr. 1 - 10 squadre Gr. 2 - 9 squadre | 3. Lega IFV Gr. 1 - 10 squadre Gr. 2 - 9 squadre | 3. Lega IFV Gr. 1 - 10 squadre Gr. 2 - 9 squadre | 3. Lega IFV Gr. 1 - 10 squadre Gr. 2 - 9 squadre | 3. Lega IFV Gr. 1 - 10 squadre Gr. 2 - 9 squadre | 3. Lega IFV Gr. 1 - 10 squadre Gr. 2 - 9 squadre | 3. Lega IFV Gr. 1 - 10 squadre Gr. 2 - 9 squadre | 3. Lega IFV Gr. 1 - 10 squadre Gr. 2 - 9 squadre | 3. Lega IFV Gr. 1 - 10 squadre Gr. 2 - 9 squadre | 3. Lega IFV Gr. 1 - 10 squadre Gr. 2 - 9 squadre | 3. Lega FVNWS 9 squadre        | 3. Lega FVNWS 9 squadre        | 3. Lega FVNWS 9 squadre        | 3. Lega FVNWS 9 squadre        | 3. Lega FVNWS 9 squadre        | 3. Lega FVNWS 9 squadre        | 3. Lega FVNWS 9 squadre        | 3. Lega FVNWS 9 squadre        | 3. Lega FVNWS 9 squadre        | 3. Lega FVNWS 9 squadre        | 3. Lega FVNWS 9 squadre        | 3. Lega FVNWS 9 squadre        | 3. Lega FVNWS 9 squadre        | 3. Lega FVNWS 9 squadre        | 3. Lega FVNWS 9 squadre        | 3. Lega FVNWS 9 squadre        | 3. Lega FVNWS 9 squadre        | 3. Lega FVNWS 9 squadre        | 3. Lega FVNWS 9 squadre        | 3. Lega FVNWS 9 squadre        | 3. Lega FVNWS 9 squadre        | 3. Lega OFV Gr. 1 - 10 squadre Gr. 2 - 10 squadre Gr. 3 - 10 squadre | 3. Lega OFV Gr. 1 - 10 squadre Gr. 2 - 10 squadre Gr. 3 - 10 squadre | 3. Lega OFV Gr. 1 - 10 squadre Gr. 2 - 10 squadre Gr. 3 - 10 squadre | 3. Lega OFV Gr. 1 - 10 squadre Gr. 2 - 10 squadre Gr. 3 - 10 squadre | 3. Lega OFV Gr. 1 - 10 squadre Gr. 2 - 10 squadre Gr. 3 - 10 squadre | 3. Lega OFV Gr. 1 - 10 squadre Gr. 2 - 10 squadre Gr. 3 - 10 squadre | 3. Lega OFV Gr. 1 - 10 squadre Gr. 2 - 10 squadre Gr. 3 - 10 squadre | 3. Lega OFV Gr. 1 - 10 squadre Gr. 2 - 10 squadre Gr. 3 - 10 squadre | 3. Lega OFV Gr. 1 - 10 squadre Gr. 2 - 10 squadre Gr. 3 - 10 squadre | 3. Lega OFV Gr. 1 - 10 squadre Gr. 2 - 10 squadre Gr. 3 - 10 squadre | 3. Lega OFV Gr. 1 - 10 squadre Gr. 2 - 10 squadre Gr. 3 - 10 squadre | 3. Lega OFV Gr. 1 - 10 squadre Gr. 2 - 10 squadre Gr. 3 - 10 squadre | 3. Lega OFV Gr. 1 - 10 squadre Gr. 2 - 10 squadre Gr. 3 - 10 squadre | 3. Lega OFV Gr. 1 - 10 squadre Gr. 2 - 10 squadre Gr. 3 - 10 squadre | 3. Lega OFV Gr. 1 - 10 squadre Gr. 2 - 10 squadre Gr. 3 - 10 squadre | 3. Lega OFV Gr. 1 - 10 squadre Gr. 2 - 10 squadre Gr. 3 - 10 squadre | 3. Lega OFV Gr. 1 - 10 squadre Gr. 2 - 10 squadre Gr. 3 - 10 squadre | 3. Lega OFV Gr. 1 - 10 squadre Gr. 2 - 10 squadre Gr. 3 - 10 squadre | 3. Lega OFV Gr. 1 - 10 squadre Gr. 2 - 10 squadre Gr. 3 - 10 squadre | 3. Lega OFV Gr. 1 - 10 squadre Gr. 2 - 10 squadre Gr. 3 - 10 squadre | 3. Lega OFV Gr. 1 - 10 squadre Gr. 2 - 10 squadre Gr. 3 - 10 squadre | 3. Lega SKFV 6 squadre         | 3. Lega SKFV 6 squadre         | 3. Lega SKFV 6 squadre         | 3. Lega SKFV 6 squadre         | 3. Lega SKFV 6 squadre         | 3. Lega SKFV 6 squadre         | 3. Lega SKFV 6 squadre         | 3. Lega SKFV 6 squadre         | 3. Lega SKFV 6 squadre         | 3. Lega SKFV 6 squadre         | 3. Lega SKFV 6 squadre         | 3. Lega SKFV 6 squadre         | 3. Lega SKFV 6 squadre         | 3. Lega SKFV 6 squadre         | 3. Lega SKFV 6 squadre         | 3. Lega SKFV 6 squadre         | 3. Lega SKFV 6 squadre         | 3. Lega SKFV 6 squadre         | 3. Lega SKFV 6 squadre         | 3. Lega SKFV 6 squadre         | 3. Lega SKFV 6 squadre         | 3. Lega FVRZ Gr. 1 - 11 squadre Gr. 2 - 11 squadre | 3. Lega FVRZ Gr. 1 - 11 squadre Gr. 2 - 11 squadre | 3. Lega FVRZ Gr. 1 - 11 squadre Gr. 2 - 11 squadre | 3. Lega FVRZ Gr. 1 - 11 squadre Gr. 2 - 11 squadre | 3. Lega FVRZ Gr. 1 - 11 squadre Gr. 2 - 11 squadre | 3. Lega FVRZ Gr. 1 - 11 squadre Gr. 2 - 11 squadre | 3. Lega FVRZ Gr. 1 - 11 squadre Gr. 2 - 11 squadre | 3. Lega FVRZ Gr. 1 - 11 squadre Gr. 2 - 11 squadre | 3. Lega FVRZ Gr. 1 - 11 squadre Gr. 2 - 11 squadre | 3. Lega FVRZ Gr. 1 - 11 squadre Gr. 2 - 11 squadre | 3. Lega FVRZ Gr. 1 - 11 squadre Gr. 2 - 11 squadre | 3. Lega FVRZ Gr. 1 - 11 squadre Gr. 2 - 11 squadre | 3. Lega FVRZ Gr. 1 - 11 squadre Gr. 2 - 11 squadre | 3. Lega FVRZ Gr. 1 - 11 squadre Gr. 2 - 11 squadre | 3. Lega FVRZ Gr. 1 - 11 squadre Gr. 2 - 11 squadre | 3. Lega FVRZ Gr. 1 - 11 squadre Gr. 2 - 11 squadre | 3. Lega FVRZ Gr. 1 - 11 squadre Gr. 2 - 11 squadre | 3. Lega FVRZ Gr. 1 - 11 squadre Gr. 2 - 11 squadre | 3. Lega FVRZ Gr. 1 - 11 squadre Gr. 2 - 11 squadre | 3. Lega FVRZ Gr. 1 - 11 squadre Gr. 2 - 11 squadre | 3. Lega FVRZ Gr. 1 - 11 squadre Gr. 2 - 11 squadre | 3. Lega FFV Gr. 1 - 6 squadre Gr. 2 - 6 squadre Gr. 3 - 6 squadre | 3. Lega FFV Gr. 1 - 6 squadre Gr. 2 - 6 squadre Gr. 3 - 6 squadre | 3. Lega FFV Gr. 1 - 6 squadre Gr. 2 - 6 squadre Gr. 3 - 6 squadre | 3. Lega FFV Gr. 1 - 6 squadre Gr. 2 - 6 squadre Gr. 3 - 6 squadre | 3. Lega FFV Gr. 1 - 6 squadre Gr. 2 - 6 squadre Gr. 3 - 6 squadre | 3. Lega FFV Gr. 1 - 6 squadre Gr. 2 - 6 squadre Gr. 3 - 6 squadre | 3. Lega FFV Gr. 1 - 6 squadre Gr. 2 - 6 squadre Gr. 3 - 6 squadre | 3. Lega FFV Gr. 1 - 6 squadre Gr. 2 - 6 squadre Gr. 3 - 6 squadre | 3. Lega FFV Gr. 1 - 6 squadre Gr. 2 - 6 squadre Gr. 3 - 6 squadre | 3. Lega FFV Gr. 1 - 6 squadre Gr. 2 - 6 squadre Gr. 3 - 6 squadre | 3. Lega FFV Gr. 1 - 6 squadre Gr. 2 - 6 squadre Gr. 3 - 6 squadre | 3. Lega FFV Gr. 1 - 6 squadre Gr. 2 - 6 squadre Gr. 3 - 6 squadre | 3. Lega FFV Gr. 1 - 6 squadre Gr. 2 - 6 squadre Gr. 3 - 6 squadre | 3. Lega FFV Gr. 1 - 6 squadre Gr. 2 - 6 squadre Gr. 3 - 6 squadre | 3. Lega FFV Gr. 1 - 6 squadre Gr. 2 - 6 squadre Gr. 3 - 6 squadre | 3. Lega FFV Gr. 1 - 6 squadre Gr. 2 - 6 squadre Gr. 3 - 6 squadre | 3. Lega FFV Gr. 1 - 6 squadre Gr. 2 - 6 squadre Gr. 3 - 6 squadre | 3. Lega FFV Gr. 1 - 6 squadre Gr. 2 - 6 squadre Gr. 3 - 6 squadre | 3. Lega FFV Gr. 1 - 6 squadre Gr. 2 - 6 squadre Gr. 3 - 6 squadre | 3. Lega FFV Gr. 1 - 6 squadre Gr. 2 - 6 squadre Gr. 3 - 6 squadre | 3. Lega FFV Gr. 1 - 6 squadre Gr. 2 - 6 squadre Gr. 3 - 6 squadre | 3. Lega ANF 7 squadre                              | 3. Lega ANF 7 squadre                              | 3. Lega ANF 7 squadre                              | 3. Lega ANF 7 squadre                              | 3. Lega ANF 7 squadre                              | 3. Lega ANF 7 squadre                              | 3. Lega ANF 7 squadre                              | 3. Lega ANF 7 squadre                              | 3. Lega ANF 7 squadre                              | 3. Lega ANF 7 squadre                              | 3. Lega ANF 7 squadre                              | 3. Lega ANF 7 squadre                              | 3. Lega ANF 7 squadre                              | 3. Lega ANF 7 squadre                              | 3. Lega ANF 7 squadre                              | 3. Lega ANF 7 squadre                              | 3. Lega ANF 7 squadre                              | 3. Lega ANF 7 squadre                              | 3. Lega ANF 7 squadre                              | 3. Lega ANF 7 squadre                              | 3. Lega ANF 7 squadre                              | 3. Lega WFV 11 squadre                             | 3. Lega WFV 11 squadre                             | 3. Lega WFV 11 squadre                             | 3. Lega WFV 11 squadre                             | 3. Lega WFV 11 squadre                             | 3. Lega WFV 11 squadre                             | 3. Lega WFV 11 squadre                             | 3. Lega WFV 11 squadre                             | 3. Lega WFV 11 squadre                             | 3. Lega WFV 11 squadre         | 3. Lega WFV 11 squadre         | 3. Lega WFV 11 squadre         | 3. Lega WFV 11 squadre         | 3. Lega WFV 11 squadre         | 3. Lega WFV 11 squadre         | 3. Lega WFV 11 squadre         | 3. Lega WFV 11 squadre         | 3. Lega WFV 11 squadre         | 3. Lega WFV 11 squadre         | 3. Lega WFV 11 squadre         | 3. Lega WFV 11 squadre         | 3. Lega ACVF Gr. 1 - 9 squadre Gr. 2 - 9 squadre | 3. Lega ACVF Gr. 1 - 9 squadre Gr. 2 - 9 squadre | 3. Lega ACVF Gr. 1 - 9 squadre Gr. 2 - 9 squadre | 3. Lega ACVF Gr. 1 - 9 squadre Gr. 2 - 9 squadre | 3. Lega ACVF Gr. 1 - 9 squadre Gr. 2 - 9 squadre | 3. Lega ACVF Gr. 1 - 9 squadre Gr. 2 - 9 squadre | 3. Lega ACVF Gr. 1 - 9 squadre Gr. 2 - 9 squadre | 3. Lega ACVF Gr. 1 - 9 squadre Gr. 2 - 9 squadre | 3. Lega ACVF Gr. 1 - 9 squadre Gr. 2 - 9 squadre | 3. Lega ACVF Gr. 1 - 9 squadre Gr. 2 - 9 squadre | 3. Lega ACVF Gr. 1 - 9 squadre Gr. 2 - 9 squadre | 3. Lega ACVF Gr. 1 - 9 squadre Gr. 2 - 9 squadre | 3. Lega ACVF Gr. 1 - 9 squadre Gr. 2 - 9 squadre | 3. Lega ACVF Gr. 1 - 9 squadre Gr. 2 - 9 squadre | 3. Lega ACVF Gr. 1 - 9 squadre Gr. 2 - 9 squadre | 3. Lega ACVF Gr. 1 - 9 squadre Gr. 2 - 9 squadre | 3. Lega ACVF Gr. 1 - 9 squadre Gr. 2 - 9 squadre | 3. Lega ACVF Gr. 1 - 9 squadre Gr. 2 - 9 squadre | 3. Lega ACVF Gr. 1 - 9 squadre Gr. 2 - 9 squadre | 3. Lega ACVF Gr. 1 - 9 squadre Gr. 2 - 9 squadre | 3. Lega ACVF Gr. 1 - 9 squadre Gr. 2 - 9 squadre |

## Federazioni cantonali
- AFV - Aargauischer Fussballverband (Canton Argovia)
- AFBJ - Association de football Berne/Jura (Canton Berna/Canton Giura)
- IFV - Innerschweizerischer Fussballverband (Svizzera Centrale)
- FVNWS - Fussballverband Nordwestschweiz (Svizzera Nordoccidentale)
- OFV - Ostschweizer Fussballverband (Svizzera Orientale)
- SKFV - Solothurner Kantonal-Fussballverband (Canton Soletta)
- FVRZ - Fussballverband Region Zürich (Regione di Zurigo)
- FTC - Federazione ticinese di calcio (Canton Ticino)
- AFF - Association fribourgeoise de football (Canton Friburgo)
- ACGF - Association cantonale genevoise de football (Canton Ginevra)
- ANF - Association neuchâteloise de football (Canton Neuchâtel)
- AVF - Association valaisanne de football (Canton Vallese)
- ACVF - Association cantonale vaudoise de football (Canton Vaud)

## Albo d'oro

### Riassunto
Classifica delle vittorie per Campionato (A), Coppa (C).
- 30 FC Zürich Frauen anche come FFC Zürich Seebach (e SV Seebach Zürich) (19A, 11C)
- 26 Young Boys Frauen anche come FFC Bern (e DFC Bern) (11A, 15C)
- 9 SC LUwin.ch anche come FC Sursee (5A, 4C)
- 4 DFC Aarau (4A)
- 4 DFC Sion (2A, 2C)
- 4 FC Schwerzenbach (1A, 3C)
- 2 FFC Zuchwil 05 (1A, 1C)
- 2 FC Yverdon Féminin (2C)
- 1 DFC Alpnach (1A)
- 1 FC Rapid Lugano (1A)
- 1 FC Spreitenbach (1C)
- 1 FC Basel 1893 (1C)
- 1 FC Rot-Schwarz (1C)